# Marquette (bilmärke)

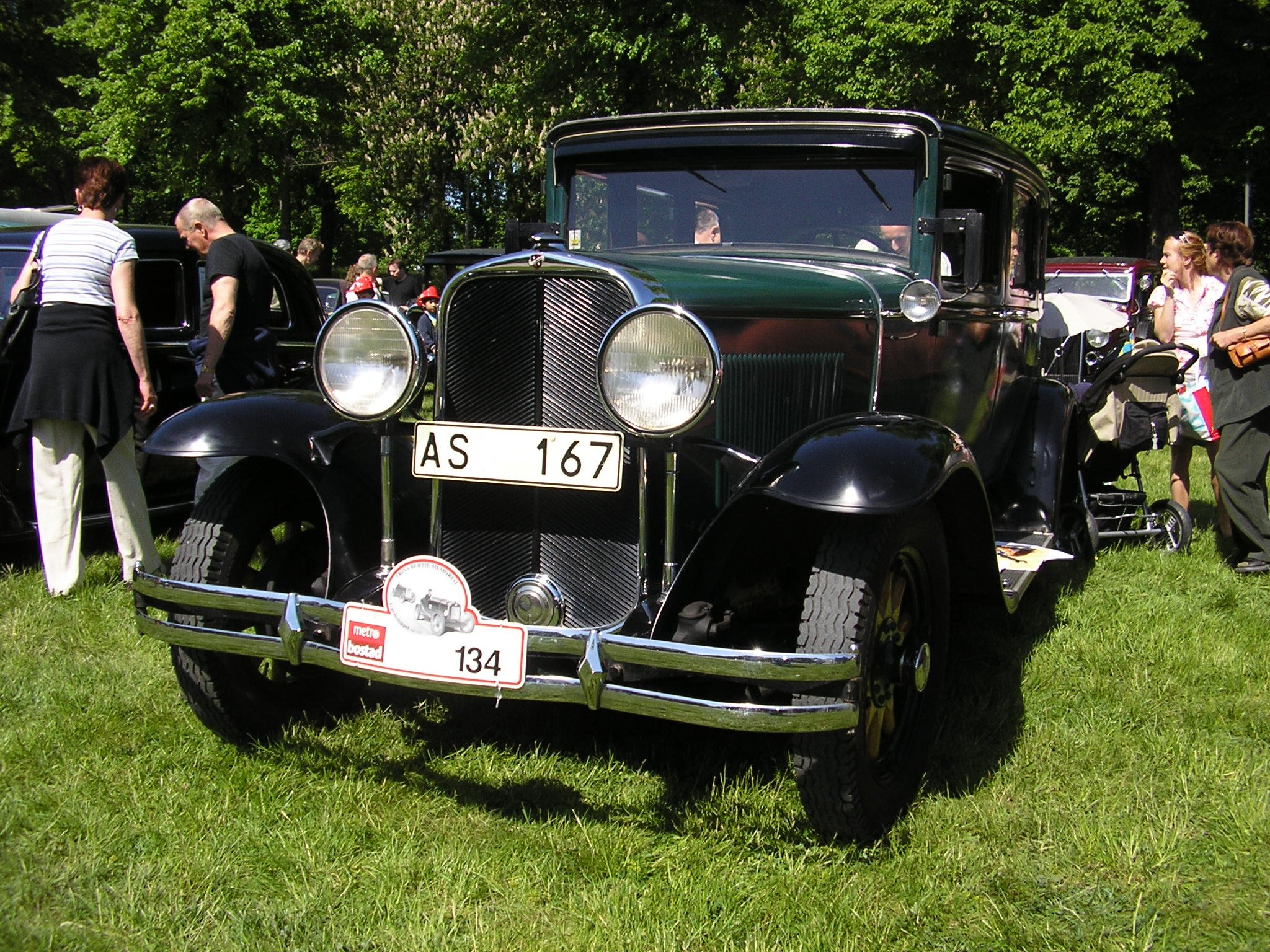
Marquette Model 37 1930

Marquette var ett amerikanskt bilmärke som tillverkades av General Motors i Flint i Michigan mellan 1929 och 1931.

## Historia
Under det glada 1920-talet tycktes den ekonomiska utvecklingen vara utan gräns. General Motors chef Alfred P. Sloan ville ha ett bilmärke för varje tänkbar kund och gav därför koncernens bilmärken uppdraget att ta fram systermärken som skulle täcka hela marknaden. Oakland lanserade Pontiac 1926 och Cadillac presenterade LaSalle året därpå. 1929 kom Oldsmobiles Viking och Buicks Marquette.
Marquette var enklare och billigare än samtida Buick-modeller, med en sexcylindrig sidventilmotor från Pontiac. Emellertid sammanföll introduktionen med börskraschen och den påföljande depressionen. Försäljningen blev en besvikelse och 1931 lade GM ned märket tillsammans med Oakland och Viking.